# Joseph Magnin (architecte)
Cet article concerne l'architecte. Pour le maître de forges et homme politique français, voir Joseph Magnin. Pour les homonymes, voir Magnin.
Joseph Magnin, né le 12 mars 1871 à Voiron (Isère), est un architecte et entrepreneur français de Paris-Plage et du Touquet-Paris-Plage. 

## Biographie
Joseph Pierre Lucien Magnin est né le 12 mars 1871 à Voiron dans le département de l'Isère, du mariage de Pierre Magnin, charpentier, et d'Eugénie Berey, ménagère.
Il épouse, le 12 janvier 1897 à Voiron, Clarice Nancie Joséphine Dupont-Ferrier (1874-1958). Ils ont quatre fils. À noter qu'à la naissance de leur troisième fils René, en 1902 à Issy-les-Moulineaux, la profession du père est charpentier,,,.
En 1911, il a ses bureaux et son domicile à la villa Les Perles, 89, rue de Paris à Paris-Plage. En plus d'être architecte, sa publicité indique qu'il est entrepreneur : on lit « Villas et chalets à forfait. Clés en mains sans imprévus. 25 à 30 % d'économie à réaliser en s'adressant directement à Monsieur J. MAGNIN, architecte à Paris-Plage ».

## Réalisations architecturales
Joseph Magnin est l'architecte :
- des villas :
  - La Rose des Vents (anciennement Les Jonquilles) au 73, rue de Bruxelles[5] :
  - Tubéreuses[5] ;
  - Senta (anciennement Minette)[5] ;
  - Lucette[5] ;
  - des villas sises aux 173,175,177 et 179 rue de Londres ;
  - Les Quatre As à l'angle des rues de Londres et de Montreuil ;
  - Charles et Marguerite à l'angle de la rue de Montreuil et de la rue de Metz ;
  - Musica et Femina situées, respectivement, au no 18 et 22, rue d’Étaples ;
  - Venise et Capri, au no 7 et 9, rue de Bruxelles[5] ;
  - deux villas jumelles Le Rouet et La Quenouille situées au 189, rue de Paris, entre la rue du Sémaphore et l'avenue de l'Atlantique[PH 1] ;
  - Le Calme et La Bourrasque, no 87 et 89, boulevard de la Mer (Docteur Jules-Pouget aujourd'hui) ;
  - Montcalm au 160, rue Andreï-Sakharov ;
- de deux groupes de villas, le premier, rue de la Paix, à l'angle sud-ouest de la rue de la Paix et de la rue de Moscou et le second, rue de Moscou, à l'angle sud-ouest de la rue de la Paix et de la rue de Moscou.